# Special Company
Special Company é o quarto álbum de estúdio do cantor e compositor Josh Kelley. Foi lançado em 5 de Fevereiro de 2008 pela gravadora DNK Records. 

## Faixas
1. Two Cups of Coffee
2. Special Company
3. Unfair
4. Masterpiece
5. My Kind
6. Tidal Wave
7. Lift Me Up
8. Grey Skies
9. Stay Awake
10. Hey Katie
11. Lay Line
12. Still Gonna Try
13. Justice
14. Fallin in Love with You